# Cleonymia yvanii
Cleonymia yvanii is een vlinder uit de familie uilen (Noctuidae). De wetenschappelijke naam is voor het eerst geldig gepubliceerd in 1833 door Duponchel.
De soort komt voor in Europa.